# Ernst Hansen (Maler)
Ernst Hansen (* 26. September 1906 in Bad Honnef; † 22. Februar 1987 in Bielefeld) war ein deutscher Maler und Lehrer an der Werkkunstschule Bielefeld.

## Werdegang
In Gütersloh aufgewachsen, begann Ernst Hansen dort seine berufliche Laufbahn zunächst mit einer Malerlehre und anschließender Gesellentätigkeit. Seine künstlerische Ausbildung erhielt er an der Handwerker- und Kunstgewerbeschule Bielefeld von 1924 bis 1927 in der Klasse von Karl Muggly. Nach seiner dreijährigen Studienzeit arbeitete er freischaffend als Dekorationsmaler in Chemnitz und Saarbrücken.
Ab dem 1. Oktober 1933 wurde Ernst Hansen neben Karl Muggly als zweite ständige Lehrkraft als Fachlehrer der Klasse für angewandte Malerei an der Handwerker- und Kunstgewerbeschule Bielefeld verpflichtet.
1940 wurde Hansen zum Kriegsdienst einberufen und wurde 1946 aus der Kriegsgefangenschaft entlassen.
Danach arbeitete er zunächst wieder als Fachlehrer in der Klasse für angewandte Malerei. Im Jahre 1949 trat Ernst Hansen schließlich die Nachfolge Mugglys als Leiter der Malerklasse, ab 1. April 1949 zunächst kommissarisch, seit Februar 1950 dann offiziell, an.
1964 wurde Hansen Leiter der Werkgruppe Angewandte Malerei. Zu diesem Zeitpunkt hieß die Schule bereits Werkkunstschule Bielefeld.
Pensioniert wurde Ernst Hansen im Juni 1972, als sein Lehrbereich mittlerweile dem Fachbereich Design der Fachhochschule Bielefeld angehörte.

## Werke
Ernst Hansens künstlerisches Interesse galt neben der Malerei der Arbeit mit unterschiedlichsten Materialien wie etwa Glas, Schiefer, Gummi, Teppich, Metall. Viele seiner Arbeiten finden sich in privaten Sammlungen. Sein Nachlass wird vom Historischen Museum Bielefeld verwaltet.

„Im Dienste der Architektur findet der Maler sein echtes Arbeitsfeld.“

Während der umfangreichen Baumaßnahmen im Zuge des Wiederaufbaus nach dem Zweiten Weltkrieg erhielt Ernst Hansen seit Beginn der 50er Jahre zahlreiche Aufträge zur künstlerischen Gestaltung von öffentlichen Gebäuden wie Schulen und Kirchen, aber auch Wohnhäusern. Hansen zeigte sich bei diesen Aufträgen nicht nur für den Entwurf verantwortlich, sondern erledigte bei den meisten Aufträgen auch persönlich die praktische Ausführung. Im Rahmen der Förderung für Kunst am Bau war vorgesehen, dass mindestens 1 Prozent der Bausumme bei öffentlichen Bauaufträgen für Kunstwerke eingeplant wurden.
Auch heute finden sich noch zahlreiche gut erhaltene Beispiele seiner Arbeiten aus dieser Zeit:
- Wohnsiedlung Apfelstraße in Bielefeld: Sgraffiti über Eingangstüren (1951)
- Dreigeschossiges Wohnhaus, Hohes Feld in Bielefeld: Erkergestaltung in Mosaiktechnik (1952)
- Carl-Severing-Berufskolleg in Bielefeld: Mosaikfußboden (1955)
- Kindermannstiftung in Bielefeld: Sgraffito (1955)
- Marktschule in Bielefeld-Brackwede: Wandbild und Sgraffito (1956)
- Städtisches Jugendwohnheim "Linie 3" nähe Nordpark: Wandmosaik (1957)
- Johannesstift – Evangelisches Krankenhaus Bielefeld: Wandmosaik (1959)
- Matthäuskirche in Bielefeld: Fenster, Altar, Portal (1960)
- Epiphaniaskirche in Bielefeld Vilsendorf: Fenster (1961)
- Friedhofskapelle in Bielefeld-Altenhagen: Glasfenster, Kruzifix (1965)
- Ehemalige Hauptschule Oldentrup in Bielefeld (seit 2015 Ernst-Hansen-Schule): Materialcollage (1967)
- Wohnsiedlung Donauschwabenstraße in Bielefeld: Betonplastik (1971)

Hansen gestaltete Kunstwerke an oder in Bauwerken auch in zahlreichen weiteren Städten wie Duisburg, Münster oder Husum.

## Ausstellungen
- 1981: „Ernst Hansen – Retrospektive“, ZiF – Zentrum für interdisziplinäre Forschung der Universität Bielefeld
- 1986: "Die 1. Generation nach 1945" Künstler aus Ostwestfalen-Lippe, Historischer Saal der Alten Ravensberger Spinnerei in Bielefeld
- 2007: „Werkkunst. Kunst und Gestaltung in Bielefeld 1907-2007“, Historisches Museum Bielefeld[8]

Ernst Hansen hat in seiner Frühzeit immer wieder erfolgreich einzeln oder mit anderen Künstlern ausgestellt.

## Würdigung
Seit Januar 2015 heißt die städtische Förderschule im Bielefelder Stadtteil Oldentrup Ernst-Hansen-Schule. Diese war durch Zusammenschluss der beiden Förderschulen Tieplatzschule und Bonifatiusschule entstanden und befindet sich seit Oktober 2014 im Gebäude der ehemaligen Hauptschule Oldentrup, in dessen Mensa sich, eingefügt in die Klinkerwände, Hansens großflächige Collagen "Kaleidoskope" aus dem Jahr 1967 finden.
Der Antrag zur Namensänderung kam von der Schulkonferenz mit der Begründung, Hansen habe mit seiner Kunst wesentlich zahlreiche öffentliche Gebäude und Schulen der Stadt geprägt, sodass er als würdiger Namensgeber einer Bielefelder Schule erachtet werden kann.